# ALL-TIME 100 Novels
All-TIME 100 Novels là danh sách 100 tiểu thuyết được tạp chí Time đánh giá là xuất sắc nhất của văn học tiếng Anh từ năm 1923 đến hiện tại. Danh sách này do các nhà phê bình Lev Grossman và Richard Lacayo thực hiện năm 2006, trong đó các tiểu thuyết được chọn chỉ xếp theo thứ tự bảng chữ cái chứ không xếp hạng cao thấp.

## Danh sách
| TT  | Tác phẩm                             | Bản dịch/dịch giả                                                                | Tác giả                    |
| --- | ------------------------------------ | -------------------------------------------------------------------------------- | -------------------------- |
| 01  | The Adventures of Augie March        | Cuộc phiêu lưu của Augie March (Nguyễn Vân Hà)                                   | Saul Bellow                |
| 02  | All The King's Men                   |                                                                                  | Robert Penn Warren         |
| 03  | American Pastoral                    | Bình yên nước Mỹ (Kiều Hòa và Thúy Quỳnh)                                        | Philip Roth                |
| 04  | An American Tragedy                  |                                                                                  | Theodore Dreiser           |
| 05  | Animal Farm                          | Trại súc vật (Phạm Nguyên Trường) Chuyện ở nông trại (An Lý)                     | George Orwell              |
| 06  | Appointment in Samarra               | Hẹn gặp ở Samarra (Hồng Vân)                                                     | John O'Hara                |
| 07  | Are You There God? It's Me, Margaret | Chúa Có Đó Không? Là Con, Margaret (Vũ Thu Trang)                                | Judy Blume                 |
| 08  | The Assistant                        |                                                                                  | Bernard Malamud            |
| 09  | At Swim-Two-Birds                    |                                                                                  | Flann O'Brien              |
| 10  | Atonement                            | Chuộc tội (Nguyễn Hạnh Quyên)                                                    | Ian McEwan                 |
| 11  | Beloved                              | Yêu dấu (Thiên Nga)                                                              | Toni Morrison              |
| 12  | The Berlin Stories                   | Chuyện ở Berlin: Từ biệt Berlin (Duy Đoàn) Người chuyển tàu (Ngô Hà Thu)         | Christopher Isherwood      |
| 13  | The Big Sleep                        | Giấc ngủ dài (Nguyễn Phương Anh)                                                 | Raymond Chandler           |
| 14  | The Blind Assassin                   | Tay sát thủ mù (An Lý)                                                           | Margaret Atwood            |
| 15  | Blood Meridian                       |                                                                                  | Cormac McCarthy            |
| 16  | Brideshead Revisited                 | Thăm lại Brideshead (Thiên Nga)                                                  | Evelyn Waugh               |
| 17  | The Bridge of San Luis Rey           |                                                                                  | Thornton Wilder            |
| 18  | Call It Sleep                        |                                                                                  | Henry Roth                 |
| 19  | Catch-22                             | Bẫy-22 (Lạc Khánh Nguyên)                                                        | Joseph Heller              |
| 20  | The Catcher in the Rye               | Bắt trẻ đồng xanh (Phùng Khánh và Phùng Thăng)                                   | J. D. Salinger             |
| 21  | A Clockwork Orange                   |                                                                                  | Anthony Burgess            |
| 22  | The Confessions of Nat Turner        |                                                                                  | William Styron             |
| 23  | The Corrections                      |                                                                                  | Jonathan Franzen           |
| 24  | The Crying of Lot 49                 |                                                                                  | Thomas Pynchon             |
| 25  | A Dance to the Music of Time         |                                                                                  | Anthony Powell             |
| 26  | The Day of the Locust                |                                                                                  | Nathanael West             |
| 27  | Death Comes for the Archbishop       |                                                                                  | Willa Cather               |
| 28  | A Death in the Family                |                                                                                  | James Agee                 |
| 29  | The Death of the Heart               |                                                                                  | Elizabeth Bowen            |
| 30  | Deliverance                          |                                                                                  | James Dickey               |
| 31  | Dog Soldiers                         |                                                                                  | Robert Stone               |
| 32  | Falconer                             |                                                                                  | John Cheever               |
| 33  | The French Lieutenant's Woman        |                                                                                  | John Fowles                |
| 34  | The Golden Notebook                  | Cuốn sổ vàng (Lê Khánh Toàn)                                                     | Doris Lessing              |
| 35  | Go Tell it on the Mountain           |                                                                                  | James Baldwin              |
| 36  | Gone with the Wind                   | Cuốn theo chiều gió (Vũ Kim Thư; Dương Tường)                                    | Margaret Mitchell          |
| 37  | The Grapes of Wrath                  | Chùm nho phẫn nộ (Phạm Thủy Ba) Chùm nho uất hận (Võ Lang)                       | John Steinbeck             |
| 38  | Gravity's Rainbow                    |                                                                                  | Thomas Pynchon             |
| 39  | The Great Gatsby                     | Gatsby vĩ đại (Hoàng Cường) Đại gia Gatsby (Trịnh Lữ)                            | F. Scott Fitzgerald        |
| 40  | A Handful of Dust                    |                                                                                  | Evelyn Waugh               |
| 41  | The Heart is a Lonely Hunter         |                                                                                  | Carson McCullers           |
| 42  | The Heart of the Matter              |                                                                                  | Graham Greene              |
| 43  | Herzog                               | Herzog (Thiếu Khanh)                                                             | Saul Bellow                |
| 44  | Housekeeping                         |                                                                                  | Marilynne Robinson         |
| 45  | A House for Mr. Biswas               |                                                                                  | V. S. Naipaul              |
| 46  | I, Claudius                          |                                                                                  | Robert Graves              |
| 47  | Infinite Jest                        |                                                                                  | David Foster Wallace       |
| 48  | Invisible Man                        |                                                                                  | Ralph Ellison              |
| 49  | Light in August                      | Nắng tháng Tám (Quế Sơn)                                                         | William Faulkner           |
| 50  | The Lion, the Witch and the Wardrobe | Sư tử, phù thủy và cái tủ áo (Lê Nguyễn Lê)                                      | C. S. Lewis                |
| 51  | Lolita                               | Lolita (Dương Tường)                                                             | Vladimir Nabokov           |
| 52  | Lord of the Flies                    | Chúa Ruồi (Lê Chu Cầu)                                                           | William Golding            |
| 53  | The Lord of the Rings                | Chúa tể những chiếc nhẫn (Nguyễn Thị Thu Yến, Đặng Trần Việt, An Lý và Tâm Thủy) | J. R. R. Tolkien           |
| 54  | Loving                               |                                                                                  | Henry Green                |
| 55  | Lucky Jim                            |                                                                                  | Kingsley Amis              |
| 56  | The Man Who Loved Children           |                                                                                  | Christina Stead            |
| 57  | Midnight's Children                  | Những đứa con của nửa đêm (Nham Hoa)                                             | Salman Rushdie             |
| 58  | Money                                | Tiền - Thư Tuyệt Mệnh (Miel G.)                                                  | Martin Amis                |
| 59  | The Moviegoer                        |                                                                                  | Walker Percy               |
| 60  | Mrs. Dalloway                        | Bà Dalloway (Nguyễn Thành Nhân)                                                  | Virginia Woolf             |
| 61  | Naked Lunch                          |                                                                                  | William Burroughs          |
| 62  | Native Son                           |                                                                                  | Richard Wright             |
| 63  | Neuromancer                          |                                                                                  | William Gibson             |
| 64  | Never Let Me Go                      | Mãi đừng xa tôi (Trần Tiễn Cao Đăng)                                             | Kazuo Ishiguro             |
| 65  | 1984                                 | 1984 (Phạm Nguyên Trường)                                                        | George Orwell              |
| 66  | On the Road                          | Trên đường (Cao Nhị)                                                             | Jack Kerouac               |
| 67  | One Flew Over the Cuckoo's Nest      | Bay trên tổ chim cúc cu (Nguyễn Anh Tuấn – Lê Đình Chung)                        | Ken Kesey                  |
| 68  | The Painted Bird                     |                                                                                  | Jerzy Kosinski             |
| 69  | Pale Fire                            |                                                                                  | Vladimir Nabokov           |
| 70  | A Passage to India                   |                                                                                  | E. M. Forster              |
| 71  | Play It As It Lays                   |                                                                                  | Joan Didion                |
| 72  | Portnoy's Complaint                  |                                                                                  | Philip Roth                |
| 73  | Possession: A Romance                |                                                                                  | A. S. Byatt                |
| 74  | The Power and the Glory              |                                                                                  | Graham Greene              |
| 75  | The Prime of Miss Jean Brodie        |                                                                                  | Muriel Spark               |
| 76  | Rabbit, Run                          | Rabbit ơi, chạy đi (Huỳnh Kim Oanh, Phạm Viêm Phương)                            | John Updike                |
| 77  | Ragtime                              |                                                                                  | E.L. Doctorow              |
| 78  | The Recognitions                     |                                                                                  | William Gaddis             |
| 79  | Revolutionary Road                   | Con đường cách mạng (Nguyễn Thu Ba)                                              | Richard Yates              |
| 80  | Red Harvest                          | Mùa gặt đỏ (Nguyệt Minh)                                                         | Dashiell Hammett           |
| 81  | The Sheltering Sky                   |                                                                                  | Paul Bowles                |
| 82  | Slaughterhouse-Five                  | Lò sát sinh số 5 (Quân Khuê)                                                     | Kurt Vonnegut              |
| 83  | Snow Crash                           |                                                                                  | Neal Stephenson            |
| 84  | The Sot-Weed Factor                  |                                                                                  | John Barth                 |
| 85  | The Sound and the Fury               | Âm thanh và cuồng nộ (Phan Đan và Phan Linh Lan)                                 | William Faulkner           |
| 86  | The Sportswriter                     |                                                                                  | Richard Ford               |
| 87  | The Spy Who Came in From the Cold    | Điệp viên từ vùng đất lạnh (Bồ Giang, Đoàn Lạc Anh Xuân)                         | John le Carre              |
| 88  | The Sun Also Rises                   | Mặt trời vẫn mọc (Nguyễn Quốc Trụ; Bùi Phụng)                                    | Ernest Hemingway           |
| 89  | Their Eyes Were Watching God         |                                                                                  | Zora Neale Hurston         |
| 90  | Things Fall Apart                    | Quê hương tan rã (Nguyễn Hiến Lê và Hoài Khanh)                                  | Chinua Achebe              |
| 91  | To Kill a Mockingbird                | Giết con chim nhại (Huỳnh Kim Oanh và Phạm Viêm Phương)                          | Harper Lee                 |
| 92  | To the Lighthouse                    | Đến ngọn hải đăng (Nguyễn Vân Hà) Tới ngọn hải đăng (Nguyễn Thành Nhân)          | Virginia Woolf             |
| 93  | Tropic of Cancer                     |                                                                                  | Henry Miller               |
| 94  | Ubik                                 |                                                                                  | Philip K. Dick             |
| 95  | Under the Net                        |                                                                                  | Iris Murdoch               |
| 96  | Under the Volcano                    |                                                                                  | Malcolm Lowry              |
| 97  | Watchmen                             |                                                                                  | Alan Moore và Dave Gibbons |
| 98  | White Noise                          | Tạp Âm Trắng (Huỳnh Kim Oanh, Phạm Viêm Phương)                                  | Don DeLillo                |
| 99  | White Teeth                          |                                                                                  | Zadie Smith                |
| 100 | Wide Sargasso Sea                    |                                                                                  | Jean Rhys                  |